# Cacaxtla

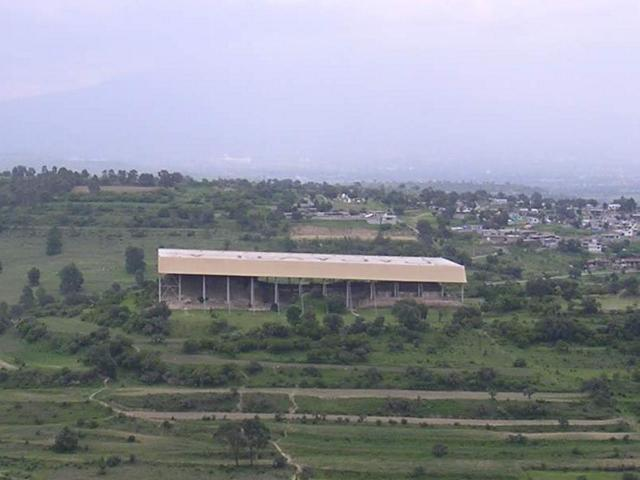
Situl acoperit de un acoperiș de folii de metal.

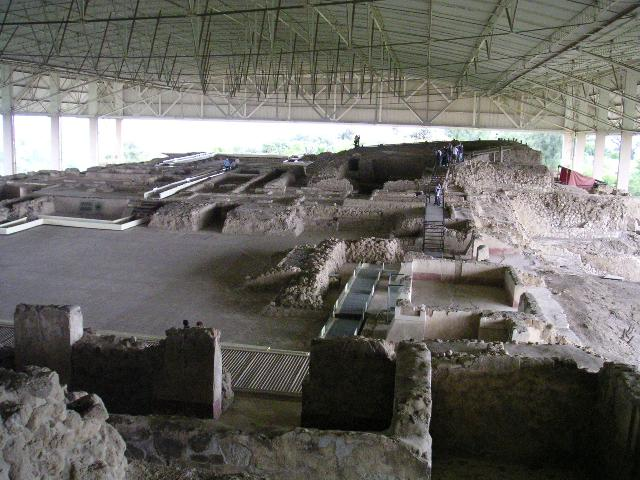
Vizualizare a sitului, sub acoperiș.

Cacaxtla (pronunție în limba nahuatl: [kaˈkaʃtɬaːn]) este un sit arheologic care e în apropierea graniței sudice a statului mexican Tlaxcala. El era un palat întins care conținea picturi murale viu colorate, făcute într-un stil mayaș inconfundabil. Situl din apropiere al orașului Xochitecatl a reprezentat un complex public ceremonial mai mare, asociat cu Cacaxtla. Cacaxtla și Xochitecatl au prosperat între 650 și 900, probabil că au controlat importante rute comerciale prin regiunea cu o populație de enclavă de cel mult 10.000 de persoane.

## Istorie
Cacaxtla a fost capitala regiunii în care locuia populația olmeco-xicalancă. Originile populației olmeco-xicalancă nu sunt cunoscute cu certitudine, dar se crede că ei vin din regiunea Golfului Mexic.